# Госселе, Жюль
Жюль Госселе (фр. Jules Gosselet, полное имя — Jules Auguste Alexandre Gosselet; 19 апреля или 19 августа 1832, Камбре — 20 марта 1916) — французский геолог и палеонтолог.

## Биография
Родился 19 апреля 1832 года в городе Камбре. Его дядя — врач Огюст Госселе (фр. Auguste Gosselet), возглавлял Общество наук, сельского хозяйства и искусств Лилля; его отец — фармацевт из Ландреси, хотел, чтобы сын пошёл по его стопам.
Жюль Госселе учился в колледже Ландреси, затем получил степень бакалавра в лицее Lycée Albert-Châtelet, но достаточно быстро отошёл от работы в медицине в пользу естественных наук. Он читал лекции в лицее Lycée du Quesnoy, затем был лаборантом и готовил бакалавров на факультете науки в парижской Сорбонне, где увлекся геологией. Он был замечен профессором Луи Прево — геологом с мировым именем, который назначил его геологом в Сорбонне, став наставником Госселе.
Свою академическую карьеру Госселе начал в октябре 1852 года. В 1860 году он защитил докторскую диссертацию «Mémoire sur les terrains primaires de la Belgique, des environs d'Avesnes et du Boulonnais». Позже преподавал физику и химию в средней школе в Бордо, а затем преподавал естествознание в Университете Пуатье. В 1864 году он был назначен на кафедру геологии на недавно созданном факультете в Университете Лилля. 
В 1894 году Жюль Госселе был назначен президентом Геологического общества Франции. В 1902 году он основал «Музей Госселе», посвященный его минералогическим и палеонтологическим коллекциям. В 1913 году стал членом-корреспондентом Французской академии наук. 
Умер 20 марта 1916 года.

## Память
- В 1910 году по инициативе Госселе была учреждена премия, названная его именем — Gosselet Prix, которая присуждается каждые четыре года за достижения в области прикладной геологии.
- В 1913 году честь французского учёного бельгийский минералог Жан Антен (Jean Anten) назвал минерал госселит.[6]
- Именем Жюля Госселе названы улицы в Лилле и Дуэ.